# Station Coventry
Coventry is een spoorwegstation van National Rail in Coventry in Engeland. Het station is eigendom van Network Rail en wordt beheerd door Avanti West Coast.